# Röntgen-Thorax

Röntgenbild eines Thorax mit Bronchialkarzinom.

Der Röntgen-Thorax oder die Röntgen-Thoraxaufnahme bezeichnet eine Röntgenaufnahme des Brustkorbes in gerader oder seitlicher Ansicht (Ebene). Der Röntgen-Thorax ist die am häufigste angefertigte Röntgenaufnahme in der Medizin. Sie ist relativ schnell anzufertigen, kostengünstig und strahlenarm (circa 0,01–0,03 mSv effektive Dosis für eine p-a Aufnahme).
Sie ist eine Routine-Untersuchung. Mit ihr werden beurteilt:
- Lunge
- Herz: Größe (Herz-Thorax-Quotient, Vertebral Heart Score) und Form
- Mediastinum (Mittelfell)
- Pleura (Rippenfell)
- Zwerchfell
- knöcherner Brustkorb mit Rippen, Sternum (Brustbein) und Brustwirbelsäule

## Indikationen
Zur Klärung bzw. zum Ausschluss folgender Erkrankungen oder Komplikationen ist die Röntgenaufnahme des Thorax geeignet:
- Lungenentzündung (Pneumonie)
- Pneumothorax
- Pleuraerguss (Hämatothorax, Chylothorax)
- Lungenemphysem

## Strahlengang

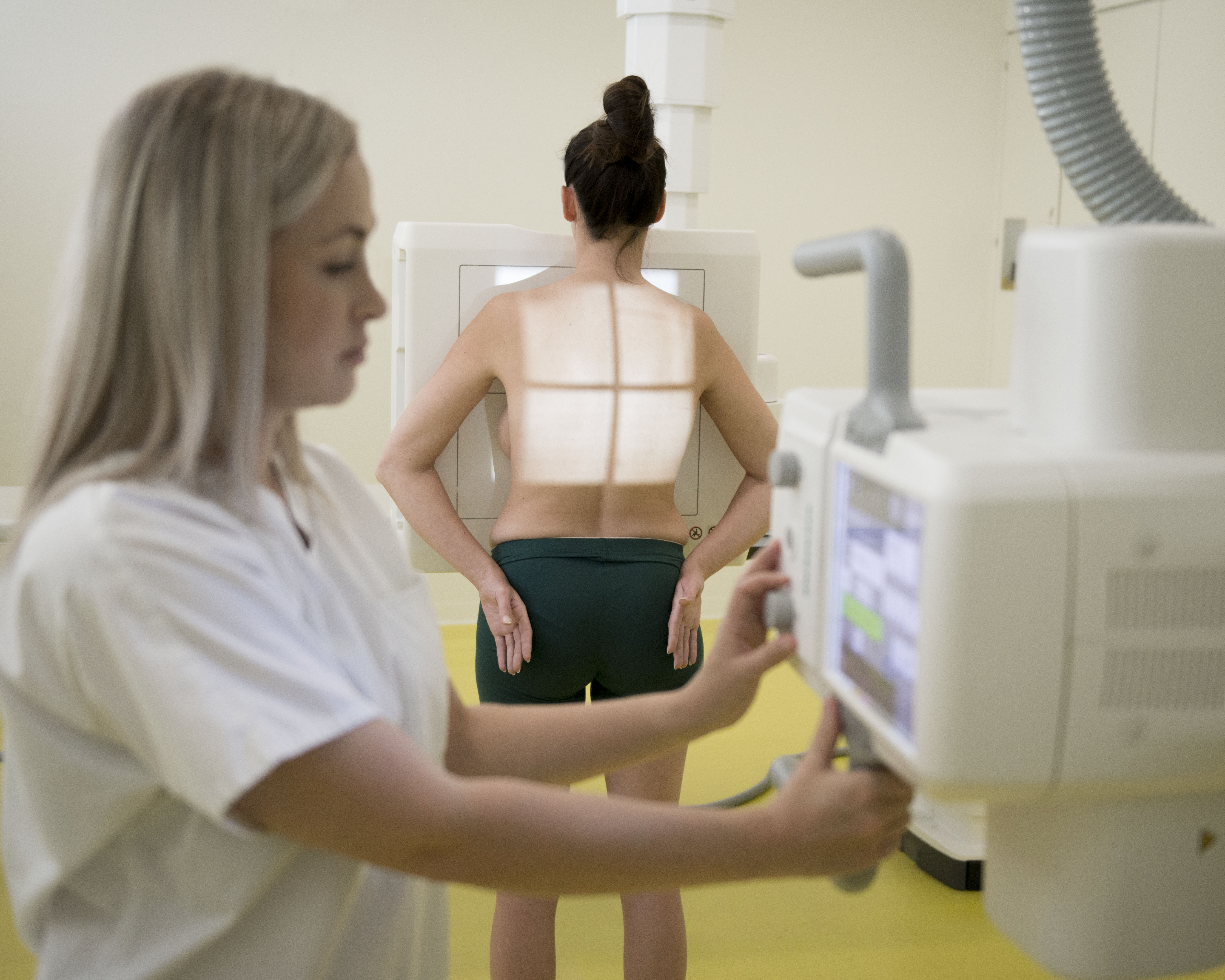
Positionierung für eine pa Röntgen-Thoraxaufnahme

Beim Röntgen-Thorax gibt es verschiedene Strahlengänge, sprich verschiedene Möglichkeiten, aus welcher Richtung die Strahlen in den Körper dringen. Die Aufnahmen werden in der Regel in Hartstrahltechnik gefertigt.
- p-a-Projektion (posterior-anterior): Strahlenquelle hinter dem Thorax, Detektor/Film davor (Regelfall beim stehenden Patienten)
- a-p-Projektion (anterior-posterior): Strahlenquelle vor dem Thorax, Detektor/Film dahinter (Regelfall beim liegenden Patienten z. B. auf der Intensivstation. Hierbei können durch die andere Projektion Strukturen vergrößert erscheinen, da sie näher an der Strahlenquelle liegen. Auch ist der Gesamtabstand der Strahlenquelle zum Patienten bei Aufnahmen im Bett kleiner, so dass eine größere Vergrößerung resultiert.)
- l-l-Projektion (latero-lateral): seitliche Projektion, bezüglich des Detektors/Films entweder rechts- oder links anliegend. Dieser Strahlengang ist in der Tiermedizin der am häufigsten verwendete, da der Brustkorb bei Tieren seitlich „zusammengedrückt“ ist.

In der Praxis wird der Röntgen-Thorax meist in zwei Ebenen aufgenommen, nämlich p. a. und links anliegend. Bei diesen Projektionen ist die Verzerrung des Herzschattens im Vergleich zu den anderen Projektionen relativ gering. Bei bettlägerigen Patienten mit stark reduziertem Allgemeinzustand wird meist nur eine a.p.-Aufnahme durchgeführt.

## Mögliche krankhafte Veränderungen
- Pneumonie (u. a. Lobärpneumonie, atypische Pneumonie)
- Lungentumoren, Lungenödem, Tuberkulose, Sarkoidose
- Pneumothorax, Chylothorax
- Herzerkrankungen wie Herzbeutelerguss (Hämatoperikard, Chyloperikard) oder Kardiomyopathien
- Erkrankungen der Aorta (z. B. Aneurysmata)
- Erkrankungen der Luftröhre wie Trachealkollaps
- Erkrankungen der Speiseröhre wie Megaösophagus

## Beispiel eines Normalbefundes
p. a.-Aufnahme im Stehen: Die Zwerchfellschenkel sind glatt begrenzt/berandet, die (lateralen) Recessus/Randwinkel sind frei/einsehbar. Die Lungenflügel sind beidseits transparent, seitengleich belüftet und zeigen keine Verschattungen. Das Herz ist in Form, Lage und Größe regelrecht konfiguriert. Die Hili sind gefäßtypisch regelrecht. Der Mediastinalschatten ist mittelständig und nicht verbreitert. Die Trachea liegt mittig. Der Aortenknopf ist regelrecht. Die Pleura liegt allseits der Thoraxwand an. Der knöcherne Thorax und der Weichteilmantel sind unauffällig.
Seitaufnahme: Der Retrosternalraum und der Retrokardialraum sind frei einsehbar, ebenso die hinteren Recessus. Das aortopulmonale Fenster ist nicht transparenzgemindert.
Beurteilung: Kardiopulmonaler Normalbefund.